# Šembije
Šembije – wieś w Słowenii, w gminie Ilirska Bistrica. W 2018 roku liczyła 238 mieszkańców.